# Guta (Jinzhou)
Guta (en chino, 古塔; pinyin, Gǔtǎ) es un distrito urbano bajo la administración directa de la Prefectura Jinzhou  en la Provincia de Liaoning, República Popular China.  Su área es de 64 km² y su población total para 2010 superó los 280 mil habitantes.

## Administración
Desde julio de 2023, el  Distrito Guta  se divide en 5 pueblos administrados en subdistritos.